# Basilichthys archaeus
Basilichthys archaeus är en fiskart som först beskrevs av Cope, 1878.  Basilichthys archaeus ingår i släktet Basilichthys och familjen Atherinopsidae. Inga underarter finns listade.